# Montes Recti
Proste Góry to łańcuch górski położony w północnej części widocznej strony Księżyca, na północy Mare Imbrium. Nazwa pochodzi z łaciny, a została nadana przez angielskiego astronoma Williama Radcliffe'a Birta (1804-1881).
Montes Recti składają się z nieregularnych grzbietów i tworzą rzadko spotykaną prostą linię, rozciągającą się ze wschodu na zachód. Mają 90 km długości i tylko 20 km szerokości. Szczyty osiągają wysokość do 1,8 km. Współrzędne selenograficzne pasma wynoszą ☾ 48,0°N 20,0°W/48,000000 -20,000000.
We wschodniej części gór leży mały krater Montes Recti B. Na zachodzie znajdują się Montes Jura, a na wschód Montes Teneriffe.